# (17484) Ganghofer
(17484) Ganghofer ist ein Asteroid des Hauptgürtels, der am 13. September 1991 von den deutschen Astronomen Freimut Börngen und Lutz D. Schmadel an der Thüringer Landessternwarte Tautenburg (IAU-Code 033) entdeckt wurde.
Der Asteroid wurde nach dem deutschen Schriftsteller Ludwig Ganghofer (1855–1920) benannt, der durch seine Heimatromane und Schauspiele bekannt wurde.